# Everard des Barres
Evrard des Barrès (Meaux, 1113 — Abadia de Claravall, 1174) també conegut com a Everard von Barres o Eberhard De Bären, fou el tercer gran mestre dels templers i governa l'ordre des de març de 1147 al 1151. Quan el gener de 1147 mor el Gran Mestre Robert de Craon, és un dels principals dignataris de l'Orde del Temple, ja que Evrard porta el títol de preceptor de França. Tot just designat, ha d'intervenir militarment al capdavant dels seus templers per salvar el rei de França Lluís VII, que dirigint la Segona Croada, es troba en situació compromesa en els congosts de Pisídia.
Segons el cronista Odon de Deuil, Evrard des Barrès és un home molt religiós, eminentment respectable i que té els valors d'un cavaller, valent i enèrgic. La seva influència sobre Lluís VII sembla haver estat molt important. Quan la Croada s'acaba, pel fracàs davant Damasc, Lluís VII torna a França seguit per Evrard, el qual li presta una considerable quantitat de diners. És un precedent que establirà escola. Això no obstant, el gran mestre abandona les seves tropes, les quals triomfen defensant Jerusalem contra un  raid  de tropes turques (cap a 1149/1150).
A la seva tornada, Evrard des Barrès abraça la vida monàstica a Claravall i abdica el 1151 tot i les pressions dels templers perquè continuï en el càrrec. Mor el 1174. El succeeix Bernat de Tremelay.